# Jeff Bezos
Jeffrey Preston Bezos, ameriški podjetnik, lastnik medijev, investitor in računalniški inženir, * 12. januar 1964, Albuquerque, Nova Mehika, Združene države Amerike.
Znan je predvsem kot ustanovitelj in izvršni predsednik Amazona. Po Forbesu in Bloombergovem indeksu milijarderjev velja za drugo najbogatejšo osebo na svetu.
Bezos je bil rojen v Albuquerqueju, odraščal pa je v Houstonu in Miamiju ter leta 1986 diplomiral na Univerzi Princeton iz elektrotehnike in računalništva. Med leti 1986 in 1994 je bil zaposlen na Wall Streetu.
Bezos je bil imenovan za "najbogatejšega človeka v sodobni zgodovini", potem ko se je njegova neto vrednost julija 2018 povečala na 150 milijard dolarjev. Avgusta 2020 je po poročanju Forbesa imel neto vrednost več kot 200 milijard dolarjev. Leta 2020 med pandemijo COVID-19 se je Bezosovo bogastvo povečalo za približno 24 milijard dolarjev. 5. julija 2021 je Bezos odstopil z mesta izvršnega direktorja Amazona in prestopil v vlogo izvršnega predsednika. Zamenjal ga je vodja Amazonovega oddelka za računalništvo, Andy Jassy. 20. julija 2021 je Jeff Bezos poletel v vesolje skupaj s svojim bratom Markom.

## Poslovna kariera

### Amazon
Bezos je ustanovil Amazon konec leta 1994, na potovanju po ZDA od New Yorka do Seattla. Podjetje se je začelo kot spletna knjigarna in se je od takrat razširilo na široko paleto drugih izdelkov in storitev e-trgovine. Vključuje prenašanje videa in zvoka, računalništvo in umetno inteligenco. Danes velja za največje spletno prodajno podjetje na svetu, največje internetno podjetje po prihodkih in največji svetovni ponudnik virtualnih pomočnikov in infrastrukturnih storitev v oblaku preko svoje podružnice Amazon Web Services.